# Cuscuta pusilla
Cuscuta pusilla là một loài thực vật có hoa trong họ Bìm bìm. Loài này được Phil. ex Yunck. mô tả khoa học đầu tiên năm 1932.